# خواكين سابينا
خواکین رامون مارتينث سابینا (بالإسبانية: Joaquín Sabina)‏ مغن وشاعر وملحن ورسام إسباني، وُلد في خاين في 12 فبراير عام 1949. اشتهر باسم خواكين سابينا. يعد واحدا من أبرز الشخصيات المؤثرة والبارزة في الموسيقى الإسبانية المعاصرة. يُطلق عليه أمير شعراء الرفض والحب والحرية واللاءات المشهرة ضد انهيار القيم والمبادئ، إضافة إلى كونه من أبرز الكوادر الثقافية اليسارية التي ناضلت ضد نظام فرانكو خلال الحقبة الدكتاتورية في إسبانيا.
أبدع سابينا في مجالات كتابة الشعر والتلحين والغناء بالإضافة إلى المشاركة الفعلية في الكثير من الأنشطة ذات البعد السياسي والإنساني. ويعده الكثيرون واحدًا من أهم المؤثرات التي استلهموا منها تجاربهم الشعرية لتفرد قصائده بخصائص فنية عالية، تستند إلى العمق الفكري والتوظيف الجيد للتراث الإسباني.
صدر له 17 ألبومًا موسيقيًا، من بينهم جرد، رفقة السوء، الحكم الخصم، فندق، فندق لطيف، الرجل ذو البذلة الرمادية، أكاذيب بنية حسنة، فيزياء وكيمياء، هذا الفم لي، 19 يومًا و500 ليلة، قلي في الشارع. ومن بين أعماله النصوص الشعرية القصيدة خرجت إلى الشارع، التي ترجمها إلى العربية الشاعر المغربي منير بولعيش.

## حياته
وُلد خواكين رامون مارتينث سابينا في 12 فبراير عام 1949 بمدينة خاين. بدأ كتابة الشعر في الرابعة عشرة من عمره والتحق بجامعة غرناطة لدراسة علم الفقه الروماني عام 1968، وهناك تأثر بالفكر اليساري والتحق بحركات مناهضة لنظام فرانكو.

## في المنفى
اضطر سابینا إلى الفرار إلى العاصمة البريطانية لندن عام 1970، بعدما اشترك في تفجير أحد المباني التابعة لمصرف بلباو، اعتراضًا على ما عُرف آنذاك بقضية بورجوس، واستمر في لندن حتى عام 1977، بعد عامين من رحيل فرانثيسكو فرانكو. وبعدها عاد إلى مدريد وكتب الأغنية التي وصف فيها مدريد وشوارعها وأهلها وأمنيات شبابها وبناتها وأصبحت هذه الأغنية من أهم معالم مدريد الموسيقية.

## تكريم إسبانيا له
أطلقت إسبانيا اسم خواکین سابینا على طريق يبدأ من محطة القطارات أتوتشا،والذي يمتد عبر شوارع مدريد ومقاهيها مارًا بحاناتها وباراتها، الذي كثيرًا ما غنى لها بعد عودته من منفاه.